# Jiban
Kidou Keiji Jiban (機動刑事ジバン, Kidō Keiji Jiban, lit. Detetive Móvel Jiban), lançado no Brasil como Policial de Aço Jiban, é uma série de televisão do gênero tokusatsu, da franquia Metal Hero, produzida pela Toei Company entre 1989 e 1990. Tem sua premissa semelhante ao filme norte-americano dos anos 1980 Robocop e ao tokusatsu Robot Detective (ロボット刑事, Robotto Keiji).
Trazida ao Brasil pela extinta distribuidora Top Tape, foi exibida a partir de 1990 pela Rede Manchete. Foi lançado em DVD pela Focus Filmes em 2011 e em julho de 2019 foi disponibilizado no serviço Prime Video pela distribuidora Sato Company.

## História
Em Tókio, no Japão, o policial Naoto Tamura sacrificou sua vida para derrotar um dos monstros da organização Biolon, mas renasceu como o Policial de Aço Jiban, passando a combater o grupo maligno formado pelas mais diversas criaturas mutantes, lideradas pelo Doutor Jean Marrie. Durante a maior parte da série, Naoto/Jiban também tem como sua maior missão reencontrar a menina Mayumi, que ama como se fosse sua irmã (sem saber que, na verdade, ela é sua irmã desaparecida quando ainda era um bebê).

## Personagens
- Naoto Tamura (田村直人, Tamura Naoto) / Detetive Móvel Jiban/Policial de Aço Jiban (機動刑事ジバン, Kidō Keiji Jiban) - Um humano revivido como cyborg pelo Doutor Igarashi para lutar contra Biolon. É capaz de reverter à sua identidade humana à vontade. Ele detém o posto de comissário de polícia (como robô) e detetive (como humano), mas sem que saibam de sua identidade, de um jeito todo atrapalhado. A programação de Jiban permite que ele siga estas diretrizes: Prender criminosos em qualquer circunstância sem um mandado; Punir criminosos em seu próprio julgamento, se acontecer de eles serem membros da Biolon; Use força letal dependendo das circunstâncias. Naoto teve sua segunda morte como Jiban, na luta contra Madogarbo, mas revive através do computador da experiência do Dr. Igarashi que só podia ser ativado pelo pingente de Ayumi.
- Yoko Katagiri - chefe do departamento de polícia e superior de Naoto, tem uma relação de afeto com o colega de trabalho. Policial invocada, não leva desaforo para casa e está sempre ajudando Jiban na luta contra Biolon. No fim da série ela descobre que Naoto é na verdade Jiban.
- Ayumi Tamura/Igarashi (eps. 1 - 18, 20, 25, 35, 39, 46, 49 - 52) (Mayumi, no original) - Neta de Doutor Igarashi, ajudou o avô e o Sr. Yanagida a salvar Naoto e na criação do Policial de Aço Jiban. Perde a memória no meio da série depois que saltou de uma cachoeira, para não abraçar Jiban, já que nela havia sido colocado um anel-bomba. Foi encontrada por Ryu Hayakawa, passando a conviver com ele sob o nome de Midori Hayakawa. Raptada pela Rainha Cosmos, é aprisionada e posta na frente de Jiban, o qual havia sofrido vários danos, impedindo-o de se afastar do anel. A bomba do anel inicia contagem regressiva. Então, como último recurso, Jiban tem de retirar o anel do dedo de Ayumi, com um tiro preciso. Ryu leva o anel e o atira para longe para salvar Ayumi e Jiban, mas acaba morrendo pela força da explosão. Ayumi é levada em seguida por Biolon e só reencontra Jiban (Naoto, seu irmão) no último episódio. Até lá, sofre várias perseguições até ser capturada por Biolon.
- Kiyoshiro "Seichi" Muramatsu - Chefe da central de polícia, é o personagem cômico da série. Atrapalhado, se diz ser um policial corajoso e é apaixonado por Yoko. Vive dando ordens a Naoto e quase Sempre e pego pelas armadilhas de Biolon.
- Doutor Kenzo Igarashi (eps. 11, 49) - Mentor do Plano Jiban. Para destruir Biolon, acaba morrendo, mas antes põe em prática o seu plano, ressuscitando Naoto na pele do Policial de Aço Jiban.
- Seiichi Yanagida (eps. 11 - 12, 17 - 19, 27, 34 - 35, 49 - 51) - Auxiliar do Doutor Igarashi, depois que ele morre passa a ser o chefe da organização Jiban. Para descobrir a base de Biolon, ele manda as coordenadas da base de Jiban a Biolon. Ao fazer aparecer o míssil, a localização de Biolon é descoberta. Ao Yanagida conseguir a localização, o míssil se dirigia a base de Jiban e manda a localização da base a Naoto, mas a base de Jiban é destruída pelo míssil de Biolon, sendo o custo de sua vida.
- Ryu Hayakawa (eps. 20, 25, 35, 39 e 46) (Ryo, no original) - Aparece na série depois que Ayumi cai da cachoeira e perde a memória. Um rapaz de bom caráter, acaba adotando Ayumi com o nome de Midori, é perseguido várias vezes como bandido perigoso. Ryu tenta salvar Ayumi e Jiban do anel-bomba, Ryu leva o anel-bomba para longe e explode, sendo o custo de sua vida.
- Bóris (Boy) - pequeno robô criado pelo Dr. Igarashi para ajudar Jiban, Ayumi e Yanagida. Foi adaptado ao robô Halley durante a série.
- Halley / Halley Bóris (Harry / Harry boy) - Robô simpático, inicialmente aparece na série, mas é contra lutas e acha que só conseguiria entrar em um acordo apenas conversando, mas descobre que teria de lutar para manter a paz, sendo destruído, até depois ser reconstruído pelo chip de memória que ficou intacto. Halley, já de volta, ajuda Jiban para recuperar Ayumi, mas é destruído por Biolon. Após ser reconstruído, é unido a Bóris chamado de Halley Bóris. Para descobrir a base de Biolon, ele manda as coordenadas da base de Jiban a Biolon. Ao fazer aparecer o míssil, a localização de Biolon é descoberta. Ao Yanagida conseguir a localização, o míssil se dirigia a base de Jiban e manda a localização da base a Naoto, mas a base de Jiban é destruída pelo míssil de Biolon, tendo sido destruído definitivamente.
- Shunichi Igarashi e Shizue Tamura Igarashi - Os pais adotivos de Ayumi. Shunichi é o filho do doutor Kenzo Igarashi, mas não é um cientista.
- Michiyo Matsumoto - Uma servente que trabalha na Central de Polícia. Está sempre alegre e animada.

### Biolon
- Doutor Jean-Marie (Doutor Giba, no original) - O vilão principal e Chefe da organização criminosa Biolon, nasceu com o nome de Gibanóide da poluição de produtos químicos da empresa do Dr. Igarashi, e seu objetivo é exterminar a raça humana e dominar o mundo. Cria vários seres através de biotecnologia. Ele utiliza a forma humana por maior parte da série e só no fim, que transforma-se no Gibanóide apenas para duelar contra Jiban.
- Madogarbo (17-51) - A maior criação do Doutor Jean-Marie. Vulgarmente como Cyborg Jiban Killer Mad Garbo, a exemplo de Mad Gallant que teve seu nome alterado no Brasil na série Jaspion, mas é chamada apenas de Madogarbo. É um monstro bionóide poderoso, composta por 80% de metal e 20% de matéria orgânica, e tem praticamente todas as habilidades de Jiban, pois foi construída através de suas células. É armada com canhões no ombro e no meio da testa. Além de uma espada que aparece surgindo de sua mão, um escudo e uma motocicleta que rivaliza com Jiban. Logo em seu primeiro duelo com nosso herói, ela se mostra muito poderosa, mas recua (Ep.17). No episódio 33, surge a flor de lótus de 1000 anos em sua cabeça e nisso é feita uma operação e faz com que ela volte a forma humana, que engana Jiban com uma promessa de ser pacífica, mas no fim volta a forma bio. No episódio 34, ela, junto com o monstro Saionóide, são responsáveis pela morte de Jiban durante um duelo. No episódio 50, ela utiliza uma armadura idêntica a de Jiban e luta contra ele novamente, agora com a capacidade de controlar os três veículos do herói. E por último, no episódio 51, ela trava um duelo final contra Jiban, mas é morta pelo próprio herói.
- Marshall e Cannon (Marsha e Karsha) - Irmãs, criações de Jean-Marie. Vaidosas, adoram roupas e jóias, além de possuirem formas "bionóides". São destruídas pelo seu criador no último episódio por terem desertado da organização Biolon, após abandonarem Madogarbo sozinha na luta derradeira em que foi, finalmente, destruída por Jiban.
- Monstros Bionóides - São monstros criados por Jean-Marie para destruir Jiban. Geralmente, esses monstros podem tomar forma humana.
- Soldados Mascarados - Seres vestidos de preto criados por Jean-Marie para lutar contra Jiban, assim como todos os soldados de outras séries.

### Bionóides traidores
- Pugy e Mugy (Bubi e Muku) - São criaturas que vivem na base de Biolon. Pugy tem a aparência de uma árvore com raiz, aparece em luta contra Jiban somente no primeiro episódio, agigantando-se, engolindo Jiban. Porém em seguida cospe Jiban para fora e volta ao pequeno tamanho normal, fugindo. Já Mugy são três criaturinhas em forma de pássaros. Sempre repetem o que o Dr. Jean Marie fala, mas se redimem ao conhecerem Ayumi, do episódio 49 em diante. Foram os únicos da organização Biolon que restaram vivos até o fim da série.
- Kazenóide - Apareceu no sétimo episódio criado de um boneco imundo que era cuidado de uma menina. Depois de ser derrotado por Jiban, o monstro na forma humana é cuidado pela menina, tal fato que o tocou. De repente, ele espirra em um menino, sendo irmão da menina e para não explodir, para que o antídoto não se perca ele resolve se matar nas mãos de Jiban. Depois de derrotado, Jiban colhe o antídoto, mas Jiban fica tocado com as ações do monstro.
- Pérola - Monstro pacífico criado pelo Biolon que era apenas direcionado ao amor. Apesar de possuir a forma humana, Naoto a conhece e tinha o desejo de ver o mar. Apareceu no episódio 32.
- Baraonóide - Monstro que se encanta com Yoko, achando ser sua princesa do passado. Baraonóide e Jiban travam uma luta e Baraonóide queria que o atingisse para explodir a bomba levando Jiban consigo, mas Jiban o derrota e o ensina o que é a verdadeira honra, que faz o próprio Baraonóide se suicidar. Apareceu no episódio 36.

### Outros
- Rainha Cosmos (28-46) - Outra inimiga poderosa que vem a Terra para destruir Jiban. No início, se alia a Biolon. Mas em seguida, resolve tomar rumos próprios, querendo destruir até a organização Biolon, para dominar o mundo. Ela nasceu a partir do lixo espacial que os seres humanos lançaram no espaço desde a época da Corrida Espacial. Seu sonho é construir na Terra um império só de mulheres, onde ela seria a rainha. Chegou a criar uma "filha", Julia Cosmos, construída com uma única célula de seu corpo, e que usava um tipo de armadura medieval, mas esta foi derrotada. Rainha Cosmos é destruída por Jiban graças a ajuda de Ryu.

### Armas
- Maximilian: Na verdade, a Maximilian é uma junção de três armas numa só. Acoplada na perna direita de Jiban, pode disparar grandes choques em sua forma original. Na forma de pistola, a Maximilian Gun, pode disparar raios, tanto destrutivos quanto neutralizadores. E no formato de espada,a "Espada Maximilan", Jiban aplicava os golpes derradeiros: Golpe Final Jiban (Jiban End) e Choque Relâmpago (ハーケンクラッシュ/, Haken Crush/Disclose Shock), Disclose em que Jiban desfere choques no modo cacetete e Haken Crush que destruía os bionóides. Para forçar o bionoide revelar sua real forma ele usa o Golpe Raio X (サーチバスター/, Search Buster/Last Shooting). Pode usar o Termo Raio (サーマルビーム, Thermal Beam) capaz de emitir calor ou pelo Maximiliam ou pelo visor de Jiban. Era o principal trunfo do Policial de Aço, até o surgimento do Auto-Canhão. Mesmo sem o Maximilian, Jiban possui uma arma acoplada em seu braço direito que sai uma agulha ou até disparar feixes de energia, revelado no movie de Jiban.
- Poder Braquial (Powerbreaker): Uma espécie de pinça gigante, posta no braço esquerdo, que serve para agarrar o adversário, antes de aplicar a Agulha Giratória.
- Agulha Giratória (Neckderinger): Furadeira acoplada no braço direito, usada em combates e também para furar superfícies.
- Auto-Canhão (Autoderringer): É a arma suprema de Jiban. Na forma de metralhadora, dispara várias balas de pistola de alto poder destrutivo. Seu nome completo é Auto-Canhão Pistola Metralhadora, ou seja, tem as balas de pistola disparadas com a cadência da metralhadora. E na forma de canhão, tem um poder gigantesco, podendo aniquilar vários inimigos com apenas um tiro. A potência do Auto-Canhão é trinta vezes mais forte que o Daidalos. Foi destruído por Jean-Marie na forma de Gibanóide.

### Cláusulas
Em todos os episódios, ao encontrar o inimigo (geralmente um monstro Bionóide), Jiban ejetava seu distintivo de sua cintura e apresentava-se como "Sou do Serviço Secreto do Setor de Segurança, Policial de Aço Jiban" ou "Sou o Policial de Aço Jiban, do Serviço Secreto do Setor de Segurança". Em seguida, lia as cláusulas da "Cláusulas da Lei Biolon", um código de leis próprio. Nitidamente inspirado nas "Diretivas" do personagem norte-americano "Robocop" (porém, dando-lhe uma maior liberdade de ação ao invés de restringi-las), a lei possuía várias cláusulas, mas somente algumas são lidas ao longo da série:
- Cláusula Nº 1 - O Policial de Aço Jiban tem o direito de prender qualquer criminoso, em qualquer circunstância, sem um mandado de prisão.
- Cláusula Nº 2 - O Policial de Aço Jiban, quando considera alguém como Biolon, pode submetê-lo a uma pena pelo seu próprio julgamento.
  - Anexo à Cláusula Nº 2 - Conforme a circunstância, é permitido até mesmo executá-lo.
- Cláusula Nº 3 - O Policial de Aço Jiban dá prioridade à vida humana, podendo ignorar qualquer ordem superior.
- Cláusula Nº 5 - Caso Biolon manipule os corações dos humanos para o mal, a pena pode ser aplicada pelo seu próprio julgamento.
- Cláusula Nº 6 - A punição é severa para aqueles que destruíram o sonho e machucaram o sentimento das crianças.
- Cláusula Nº 9 - O Policial de Aço Jiban tem o direito de exterminar qualquer criminoso que destrói a paz da humanidade.

### Veículos
- Leson (Rezon) : Automóvel oficial de Jiban (na real, Pontiac Firebird adaptado). Foi o primeiro veículo do Policial de Aço a aparecer na série. Foi destruído por Jean-Marie na forma de Gibanóide.
- Baican (Vaican): Moto utilizada por Jiban, para deslocamentos mais rápidos. Também foi destruído por Jean-Marie na forma de Gibanóide.
- Spyras (Spylas): Nave do Jiban. O último veículo destruído por Jean-Marie na forma de Gibanóide quando tentava fazer Jiban ir na nave do Gibanóide quando tentava salvar Ayumi que foi sequestrada.
- Daidalos (Daidaros): Máquina voadora que pode ser acoplada nas costas de Jiban, tendo sua primeira aparição no episódio 12. Além de ser veículo de transporte aéreo, pode também se converter num canhão com poder de destruição considerável, mas inferior ao Auto-Canhão (que apareceria somente no episódio 35).

## Episódios
1. Jiban, O Policial de Aço (僕のかわゆい少女ボス, Boku no Kawaii Shōjo Bosu)
2. Meu Adorável Mano (大好き! ナオトお兄ちゃん, Dai Suki! Naoto Oni-chan)
3. A Conspiração das Verduras (へんな男とおばけ野菜, Hen na Otoko to Obake Yasai)
4. O Presente de Grego (すてきなバラのプレゼント, Suteki na Bara no Purezento)
5. O Robô Halley em Perigo (三大メカ出動! アイドルロボを救出せよ!, Sandaimeka Shutsudō! Aidoru Robo o Kyūshutsu seyo!)
6. O Misterioso Ovo Milenar (割れた恐竜の卵のひみつ, Wareta Kyōryū no Tamago no Himitsu)
7. O Monstro do Resfriado (恐怖のハクションおじさん!, Kyōfu no Hakushon Oji-san!)
8. O Ninho da Toupeira (デコボコ! 東京モグラ地図, Dekoboko! Tōkyō Mogura Chizu)
9. O Cachorro que Mia (猫になった子犬, Neko ni Natta Koinu)
10. A Fita do Sonho (パパはパパじゃない!?, Papa wa Papa Janai!?)
11. O Juramento do Policial (少女と戦士の心の誓い, Shōjo to Senshi no Kokoro no Chikai)
12. O Sequestro de Yoko (危うし! 洋子先輩, Ayaushi! Yōko Senpai)
13. Salvem o Jovem que Precisa de Ajuda (哀しみの少年を救え, Kanashimi no Shōnen o Sukue)
14. Amor, a Palavra Chave (愛の大逆転ゲーム!, Ai no Daigyakuten Gemu!)
15. A Música do Monstro (オオカミ男はピアノ好き, Ōkamiotoko wa Piano Suki)
16. O Monstro Invisível (おれは透明人間だぞ!!, Ore wa Tōmei Ningen Da zo!!)
17. Final Triste Entre Mãe e Filha (誕生! 対ジバン必殺兵器, Tanjō! Tai Jiban Hissatsu Heiki)
18. O Triste Destino de Ayumi (母と娘・悲しみの果てに, Haha to Musume・Kanashimi no Hate ni)
19. A Devolução da Agenda (電子手帳返上!, Denshiteichō Henjō!)
20. A Chuva de Dinheiro (町にお金が降って来た!, Machi no Okane ga Kudattekita!)
21. O Inseto Nocivo (スズ虫・毒虫・ゲリラ虫, Suzumushi・Dokumushi・Geriramushi)
22. O Aparecimento de Ayumi (マユミがいた!!, Mayumi ga Ita!!)
23. O Monstro que Gostava de Desenhos (マンガを喰いすぎた怪物, Manga o Kuisugita Kaibutsu)
24. Bem-vindo ao Mundo Espiritual (ようこそ!! 大霊界へ, Yōkoso!! Daireikai e)
25. Acabem com a Santa! (女神サマをぶッとばせ!, Megami-sama o Buttobase!)
26. O Dragão do Pântano (竜に釣られたグルメ美女, Ryū ni Tsurareta Gurume Bijo)
27. A Transformação dos Filhos em Satanás (愛するわが子は悪魔の子, Aisuru Wagako wa Akumako)
28. Papai é o Doutor Jean Marrie! (パパはドクターギバ?!, Papa wa Dokutā Giba?!)
29. Os Diabólicos Encontros Amorosos (集団見合いで大ドンデン!, Shūdan Miai de Daidonden!)
30. O Misterioso Ataque ao Ator (美少年小太郎一座の怪人, Bishōnen Kotarō Ichiza no Kaijin)
31. A Batalha Ninja (真夏の夜のニンジャ合戦, Manatsu no Yoru no Ninja Gassen)
32. Pérola, a Moça do Além (パールの涙は金色の海に, Pāru no Namida wa Kiniro no Umi ni)
33. O Nascimento da Flor-de-Lótus na Garbo (ガルボに咲いた千年ハス, Garubo ni Waraita Sennen Hasu)
34. A Morte de Jiban (壮絶! ジバン死す, Sōzetsu! Jiban Shisu)
35. A Ressurreição de Jiban (パーフェクトジバンだ!, Pāfekuto Jiban da!)
36. O Samurai Sonhador (夢見るチャンバラ怪物!, Yumemiru Chanbara Kaibutsu!)
37. Sou a Mais Bela Mulher do Mundo (私は世界一の美女!?, Watashi wa Sekaiichi no Bijo!?)
38. A Terra Natal (故郷だよ、おっ母さん!, Furusato da yo, Okka-san!)
39. O Anel Bomba de Ayumi (マユミの指輪爆弾!!, Mayumi no Yubiwa Bakudan!!)
40. O Relógio Maluco (大反乱!! お化け時計, Daihanran!! Obake Tokei)
41. A Ação da Megera (脱線! じゃじゃ馬婦警, Dassen! Jajauma Fukei)
42. O Monstro do Rock'n Roll (怪物ロックンロール!, Kaibutsu Rokkun Rōru!)
43. O Domínio de Biolon sobre Yoko (ジバンを刺した洋子…!, Jiban o Sashita Yōko...!)
44. O Talentoso Cientista e a Criança (子供になった天才科学者, Kodomo ni Natta Tensai Kagakusha)
45. Operação Lula (恐怖の人間スルメ作戦!, Kyōfu no Ningen Surume Sakusen!)
46. Os Dois Adoráveis Amigos (好き! 二人のお兄ちゃん, Suki! Futari no Oni-chan)
47. A Operação Natal (激突! クリスマス決戦!!, Gekitotsu! Kurisumasu Kessen!!)
48. O Extermínio de Biolon (年忘れバイオロン退治!, Toshiwasure Baioron Taiji!)
49. Aproximação à Base Secreta de Jiban (あばかれたジバン基地, Abakareta Jiban Kichi)
50. A Profunda Relação Entre Naoto e Ayumi (二人を結ぶ点と線, Futari o Musubu Ten to Sen)
51. A Ilusão de Ayumi! (幻のマユミを斬れ!, Maboroshi no Mayumi o Kire!)
52. A Última Batalha do Amor (愛の最終決戦!!, Ai no Saishū Kessen!!)

## Especiais para tv
- Kidou Keiji Jiban Movie
- Jiban 51-52

## Elenco

### Atores

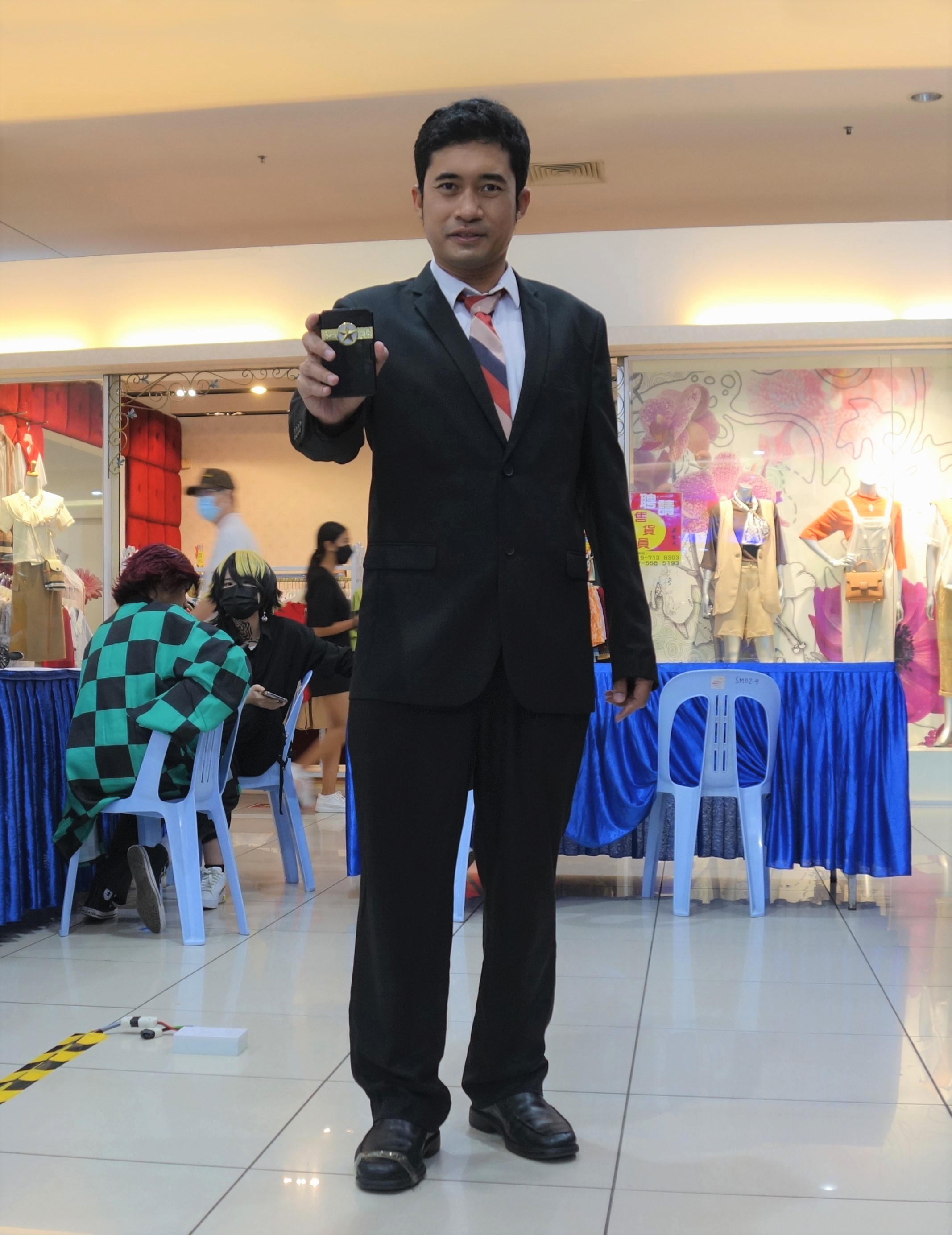
Cosplayer de Naoto Tamura

- Naoto Tamura/Jiban - Shouhei Kusaka
- Ayumi Igarashi - Konomi Mashita
- Yoko Katagiri - Jiko Enokida
- Seichi Yanaguida - Akira Ishihama
- Kiyoshiro Seichi Muramatsu - Kunio Konishi
- Ryu Hayakawa - Ryohei Kobayashi
- Dr. Jean-Marie - Shozo Izuka (voz)/Leo Meneghetti (ator)
- Marshall - Ami Kawai
- Cannon - Akemi Kogawa
- Rainha Cosmos - Yoko Asakura
- Madogarbo (voz) - Kazuko Yanaga

### Dubladores brasileiros
- Naoto Tamura/Jiban - Carlos Laranjeira (episódios 1 ao 50)/Figueira Jr. (episódios da Dubrasil)
- Ayumi Igarashi - Rosana Peres (episódios 1 ao 50)/Luciana Baroli (episódios da Dubrasil)
- Yoko Katagiri - Lucia Helena
- Seichi Yanaguida - Robson Raga
- Seichiro Seichi Muramatsu - Francisco Brêtas
- Ryu Hayakawa - Élcio Sodré
- Dr. Jean-Marie - João Paulo Ramalho (episódios 1 ao 50)/César Emílio (episódios da Dubrasil)
- Marshall - Alessandra Araújo
- Cannon - Christina Rodrigues
- Madogarbo (voz) - Márcia Gomes  (desde o 18 até o 50)/Zodja Pereira (episódios da Dubrasil)
- Rainha Cosmos - Patrícia Scalvi (ep. 33-46), Rosana Garcia (ep.28) e Cecília Lemes (ep. 34)
- Estúdio - Álamo e Dubrasil (episódios 51 e 52)